# Suchomimus
Suchomimus este un gen de  dinozauri uriași cu bot asemănător crocodililor care a trăit acum 112 milioane de ani, în timpul perioadei apțiane a cretacicului, în Africa.
Suchomimus tenerensis este unica specie a acestui gen de dinozaur teropod spinosaurid descoperită în Africa. Numele  Suchomimus provine din concatenarea cuvintelor grecești souchos (σοῦχος) - crocodil, respectiv mimos (μῖμος) - mim și se referă la asemănarea botului reptilei mezozoice cu botul unui crocodil modern. Tenerensis provine de la deșertul Ténéré.

## Istorie, origini
Paleontologul Paul Sereno și colegii săi au descoperit prima fosilă de Suchomimus Tenerensis în formația Erlhaz din deșertul Ténéré, Niger în anul 1998.
Estimările datează că teropodul a trăit acum 121-100 milioane de ani, în Cretacicul timpuriu, perioada Aptian-Albiană

## Filogenie
Suchomimus aparține familiei Spinosauridaelor. Din cauza numărului redus de fosile și a scheletelor vast incomplete , filogenia Spinosauridaelor este puternic contestată în mediul academic și rămâne o ramură controversată a arborelui vieții. Genul Suchomimus este monotipic , ceea ce înseamnă că S. tenerensis este singura specie a genului Suchomimus.

## Morfologie

### Schelet
Fosilele prezintă un craniu alungit, subțire, adaptat unei plutiri mai ușoare în apă. Dinții conici ai animalului diferă cei puternic zimțați și încovoiați ai altor teropode și seamănă mai degrabă cu cei ai crocodililor preistorici. Totuși, dinții de Suchomimus prezintă mici creste, precum cei ai lui Cristatusaurus . În general scheletele lor sunt foarte de asemănătoare și vin din același depozit, o posibilitate fiind ca Suchomimus tenerensis și Cristatusaurus lapparenti să fie aceeași specie .

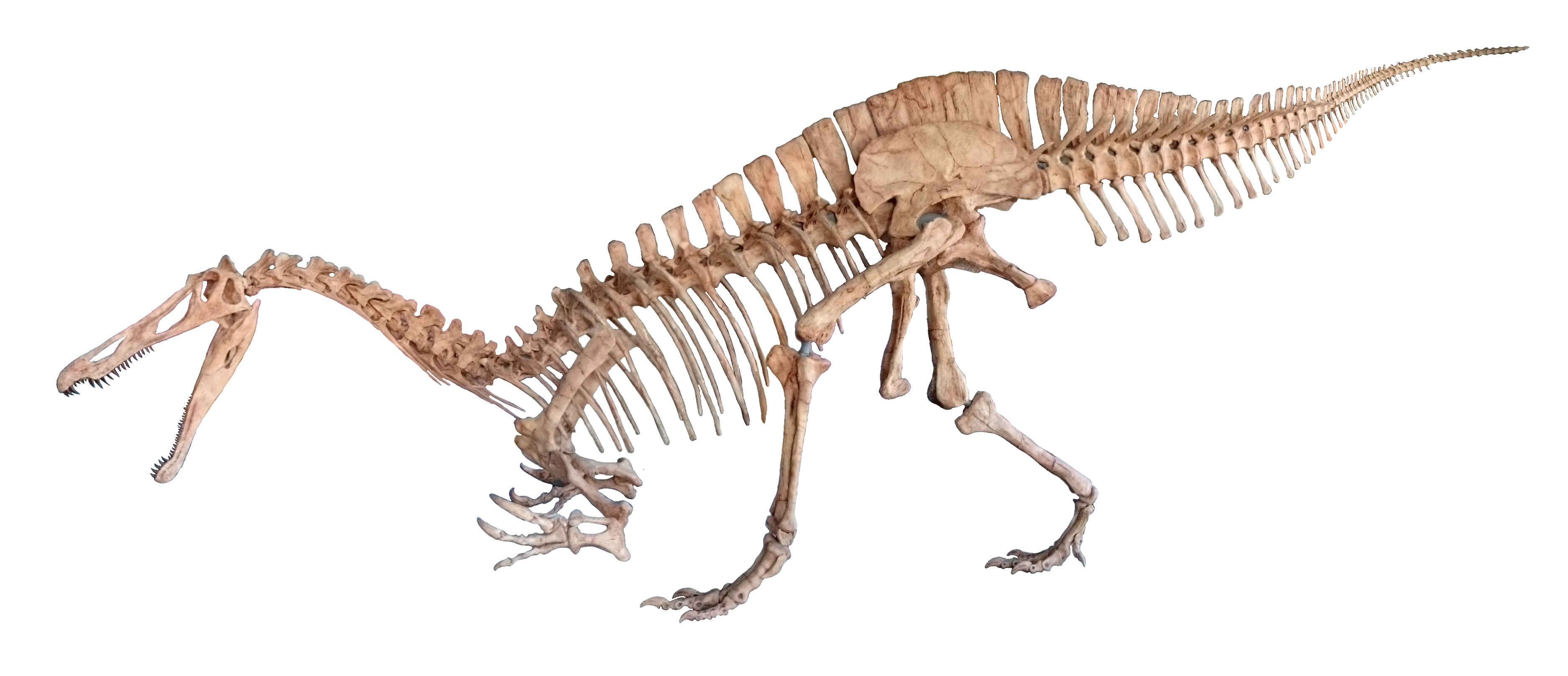
Reconstrucție scheletică de Suchomimus
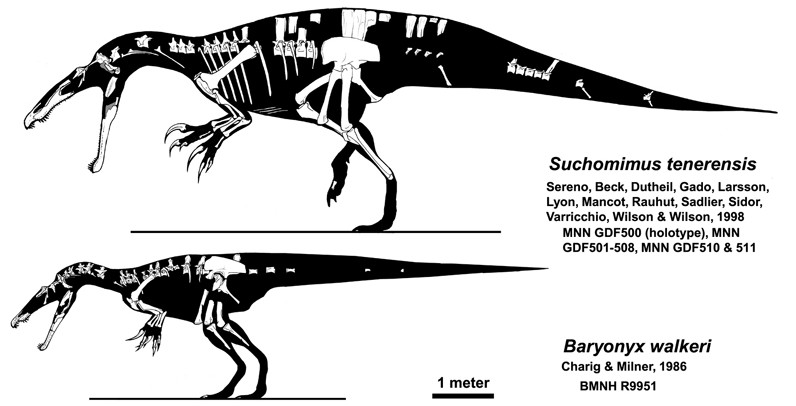
Comparație între scheletul de Suchomimus tenerensis și cel de Baryonyx walkeri.
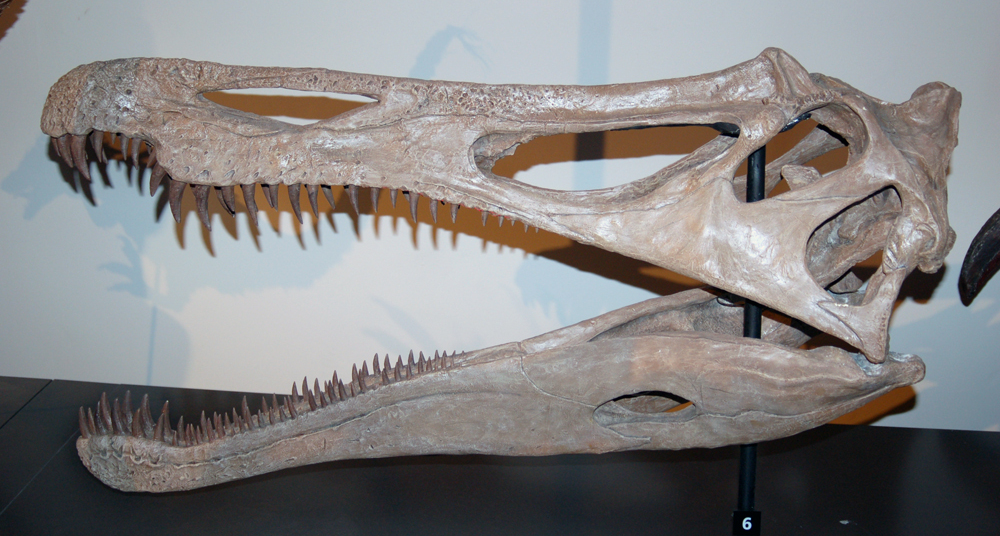
Craniu de Suchomimus

### Caracterstici fizice

Suchomimus Tenerensis lângă un om

Suchomimus a fost un prădător de mari dimensiuni, ajungând la dimensiuni de 11m lungime  și cântărind între 2.5 și 4 tone. Coloana vertebrală arată că animalul ar fi avut o creastă dorsală, totuși una mult mai mică decât a Spinozaurului. Dinții săi conici și ascuțiți, 122 la număr  și inegali ca dimensiune erau dispuși de-a lungul maxilarului său puternic. Cei mai mari dintre ei se aflau în zona frontală, alungită a botului, denumită rozetă . Corpul său robust, musculos era susținut de membre inferioare puternice ce îi ofereau animalului agilitate și viteză. Labele sale frontale aveau gheare lungi, încovoiate și tăioase, gheara degetului mare fiind alungită.

## Etologie

### Comportament și stil de viață
Analiza craniului arată că dieta unui Suchomimus era în principal piscivoră, maxilarul alungit și dinții conici ajutându-l să poată prinde și reține pradă agilă și alunecoasă , cum ar fi peștele. Este posibil ca dinozaurul să fi avut o dietă mai generalistă , ce includea animale terestre mai mici, cum ar fi șopârle sau pui de dinozaur. Gheara alungită l-ar fi putut ajuta să găsească hrană îngropată în noroi . Nu este exclus să fi fost, printre altele, necrofag .

### Habitat

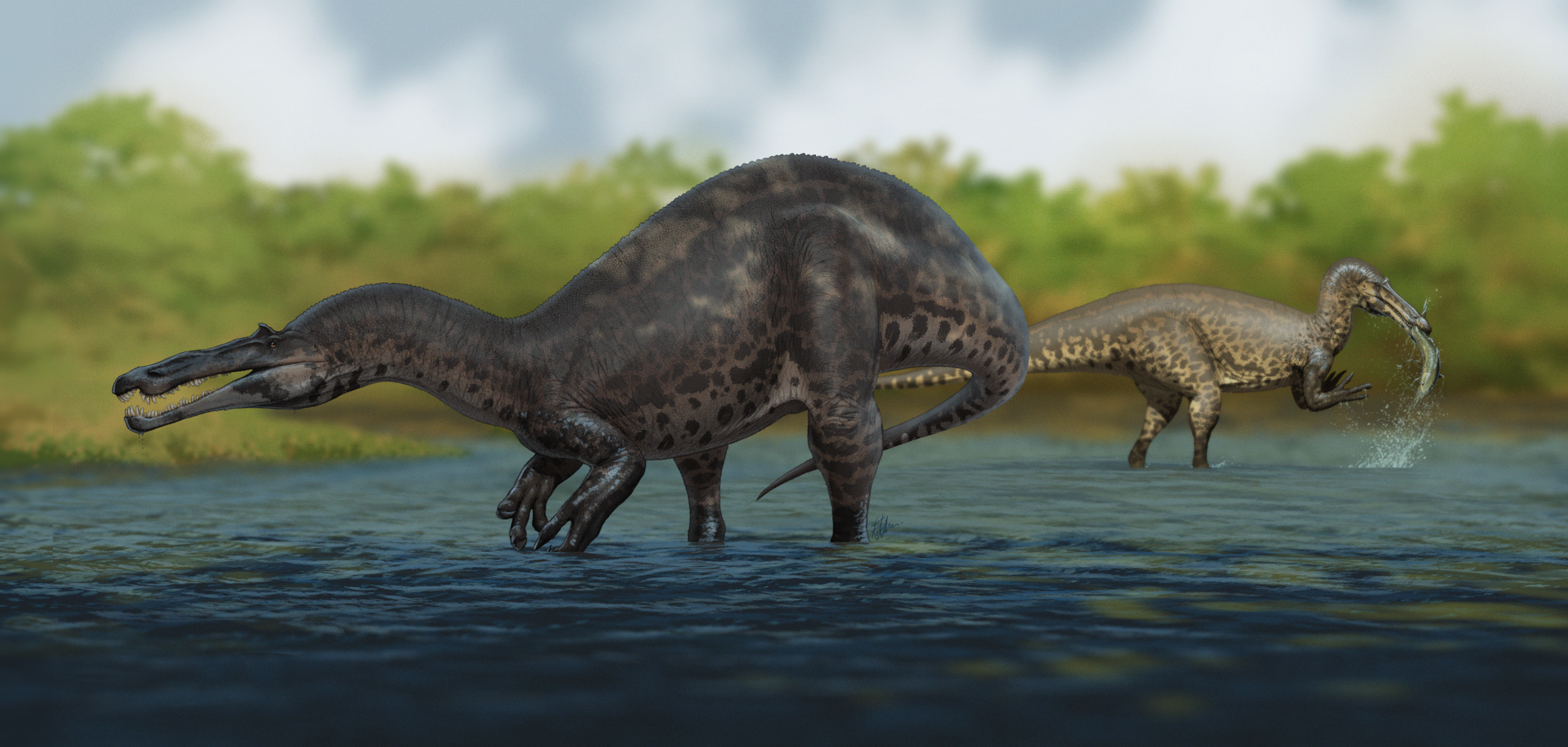
Suchomimus în mediul natural

Paleogeografia formațiunii Erlhaz a deșertului Ténéré indică faptul că în Cretacicul timpuriu acest loc a fost bogat în râuri și lacuri . Astfel, Suchomimus a fost cel mai probabil un animal terestru, ce trăia în preajma corpurilor de apă joasă.